# Carpa plegable

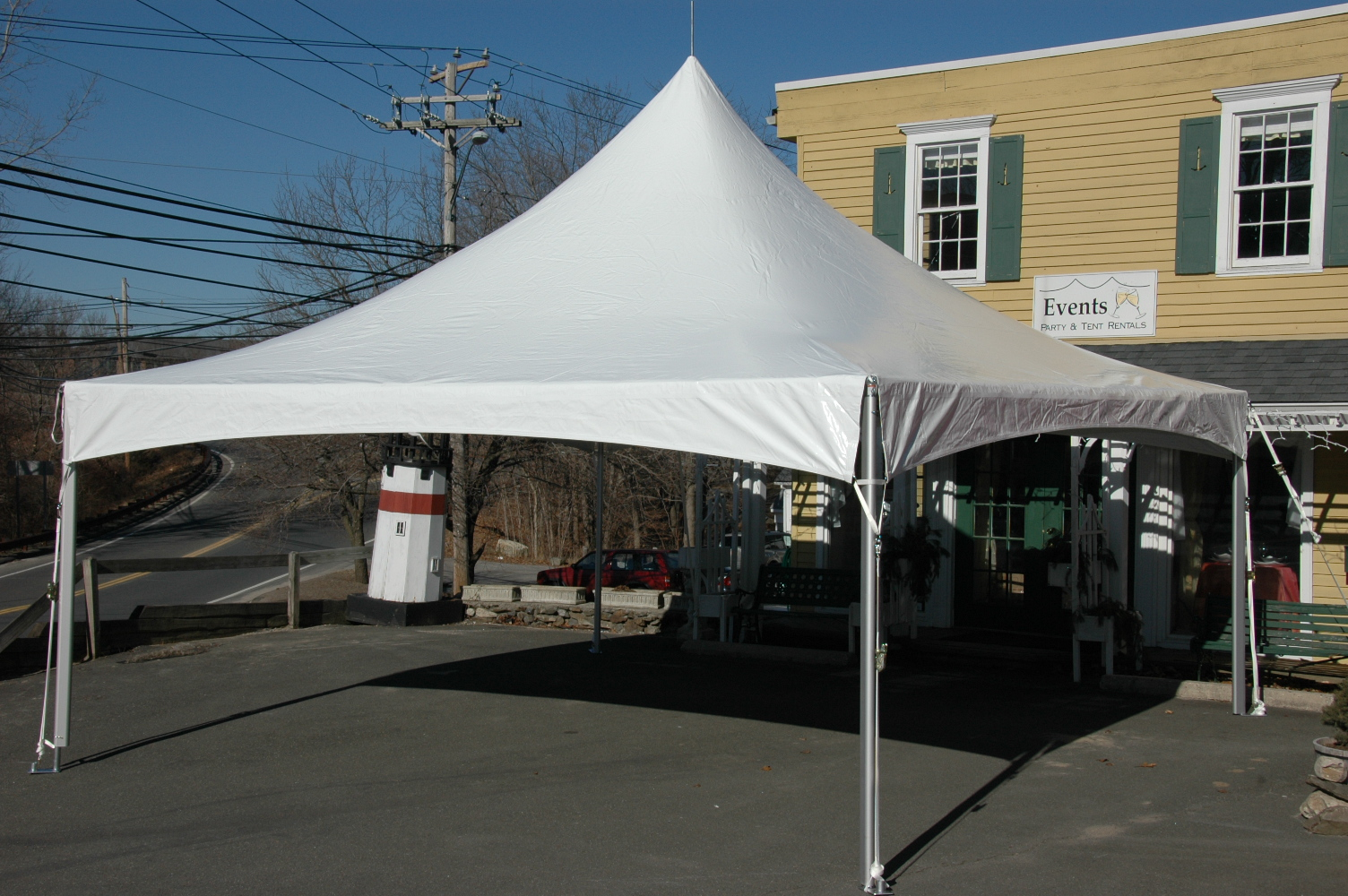
Un dosel-quiosco.

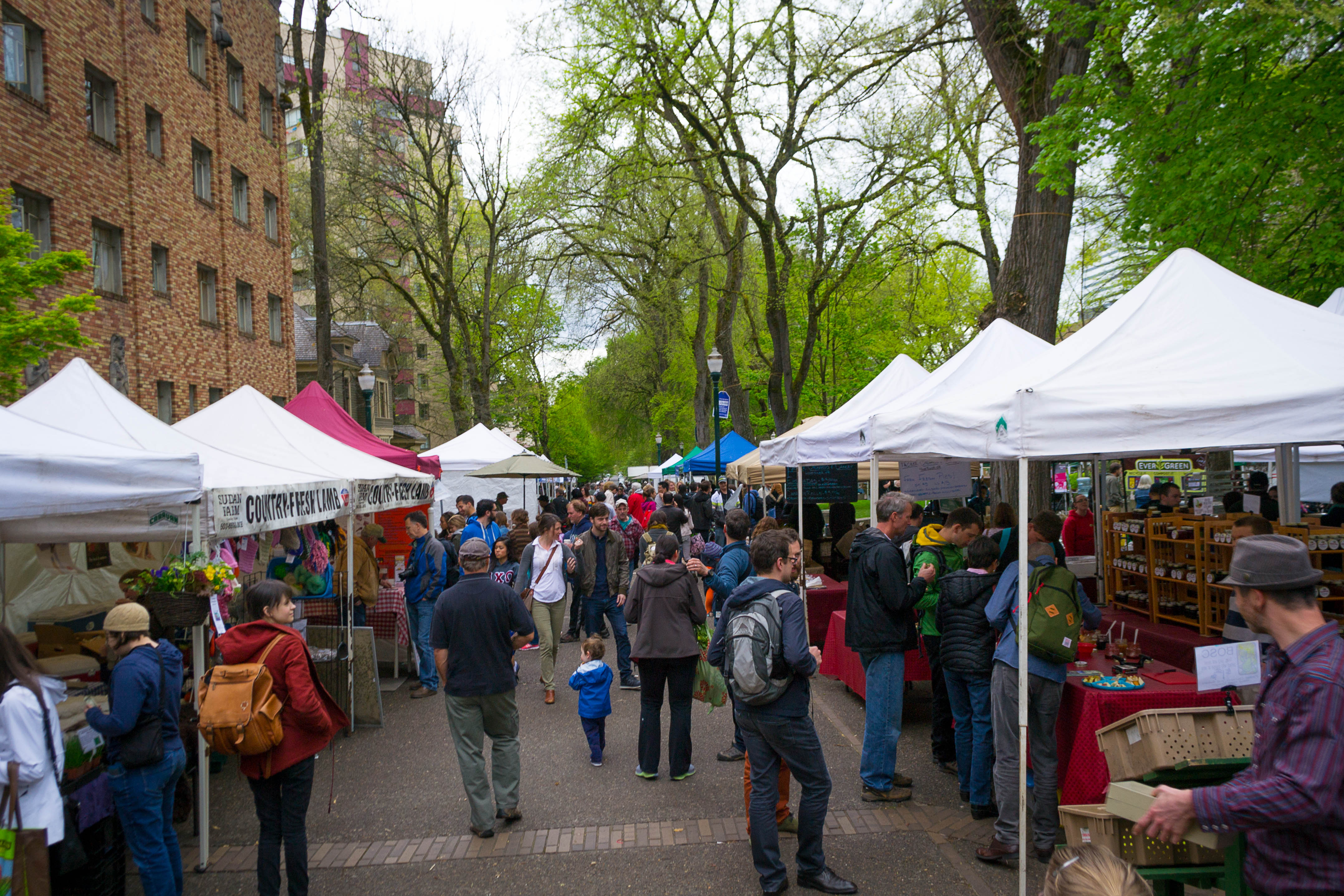
Un número de tiendas de marco en el Portland Mercado de Labradores.

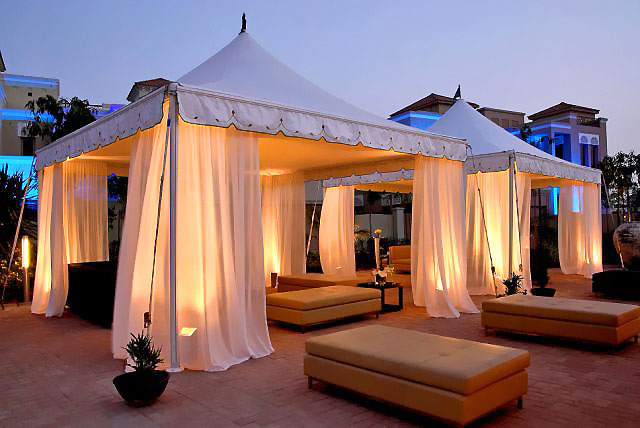
Quioscos semi-permanentes en una instalación de vacaciones.

Una carpa plegable o dosel-quiosco (quiosco portátil en algunos casos) es un refugio que se puede plegar o colapsar hasta una medida que se puede considerar portátil. Típicamente, los quioscos de este tipo tienen unas medidas desde 1,5x1,5 metros (5x5 pies) hasta 3x6 metros (10x20 pies). A los que tienen unas medidas más grandes o del tipo "carpa semi-permanente" se les conoce como "entoldados".

## Estructura
La mayoría de quioscos están abiertos por los cuatro lados (sin paredes), distinguiéndose claramente de los entoldados más grandes o de los semi-refugios permanentes. Generalmente constan de dos piezas, el marco del quiosco y el dosel superior.
- El marco del quiosco está construido de algún tipo de acero o de aluminio. Los marcos de acero son más pesants y típicamente cuestan menos que los marcos de aluminio. Pero recientemente, el acero inoxidable ha sido utilizado porque es más ligero que el acero y más fuerte que aluminio.
- La parte del dosel superior, normalmente tiene forma de pirámide o de cono, y suele estar hecho de un tejido de poliéster.

## Usos
Las carpas plegables se han hecho muy populares en los acontecimientos deportivos, festivales y espectáculos de comercio. Son también conocidos como tiendas de pit-lane cuando se utilizan en el contexto de aficionados o semi-profesionales del deporte del motor
Incluso algunas empresas comerciales están empezando a serigrafiar o imprimir digitalmente unos doseles superiores (hechos por encargo), que permiten hacer promoción de la empresa que los utiliza.